# Pont Davazdah Cheshmeh
Davazdah Cheshmeh (persan : دوازده چشمه) ou pont Davazdah Pelleh  (Pol-e Davazdah Pelleh), est l'un des onze ponts de Mazandaran, en Iran. C'est l'un des ponts les mieux connus de la dynastie des Séfévides. Le Davazdah Cheshmeh est un pont en arc  niveau.